# Gundlupet
Gundlupet (o Gundalpet) è una città dell'India di 26.368 abitanti, situata nel distretto di Chamarajanagar, nello stato federato del Karnataka. In base al numero di abitanti la città rientra nella classe III (da 20.000 a 49.999 persone).

## Geografia fisica
La città è situata a 11° 48' 0 N e 76° 40' 60 E e ha un'altitudine di 815 m s.l.m..

## Società

### Evoluzione demografica
Al censimento del 2001 la popolazione di Gundlupet assommava a 26.368 persone, delle quali 13.460 maschi e 12.908 femmine. I bambini di età inferiore o uguale ai sei anni assommavano a 3.017, dei quali 1.570 maschi e 1.447 femmine. Infine, coloro che erano in grado di saper almeno leggere e scrivere erano 16.743, dei quali 9.495 maschi e 7.248 femmine.